# Konnersreuth
Konnersreuth is een gemeente in de Duitse deelstaat Beieren, en maakt deel uit van het Landkreis Tirschenreuth.
Konnersreuth telt 1.708 inwoners.
Deze plaats is bekend als de geboorteplaats van de 20ste-eeuwse mystica Therese Neumann.
Bad Neualbenreuth ·
Bärnau ·
Brand ·
Ebnath ·
Erbendorf ·
Falkenberg ·
Friedenfels ·
Fuchsmühl ·
Immenreuth ·
Kastl ·
Kemnath ·
Konnersreuth ·
Krummennaab ·
Kulmain ·
Leonberg ·
Mähring ·
Mitterteich ·
Neusorg ·
Pechbrunn ·
Plößberg ·
Pullenreuth ·
Reuth bei Erbendorf ·
Tirschenreuth ·
Waldershof ·
Waldsassen ·
Wiesau